# المتحف العالمي لقناة السويس
المتحف العالمي لقناة السويس هو متحف يقع في أول مبنى إداري لقناة السويس في مدينة الإسماعيلية، مصر.

## مبنى المتحف
يعود تاريخ إنشاء المبنى إلى عام 1862 وكان أول مبنى لإدراة هيئة قناة السويس وجرى استخدامه كمقر للعديد من المؤسسات والمصالح الحكومية، وكان آخرها مقراً لأمانة الحزب الوطني الديقراطي بمحافظة الإسماعيلية، قبل أن يتم حل الحزب. ويشغل المبنى مساحة 10 آلاف متر مربع، ومزود بشبكة أنفاق داخلية، سيتم تخصيص جزء منها كمزار سياحي، تصل بين المقر الإداري لقناة السويس وفيلا ديليسبس المجاورة له.

## المقتنيات
يضم المتحف النسخة الأصلية لكتاب وصف مصر بالإضافة إلى مقتنيات المهندس دي لسبس، ونسخة من فستان الإمبراطورة أوجيني. كما تم نقل عربتي قطار يعود تاريخ أحداهما إلى عام 1892 والأخرى لعام 1912 لتكون ضمن مقتنيات المتحف.